# Johan van Barwitz
Johan Frans van Barwitz, baron van Fernelmont (gestorven 1649) was een edelman uit Silezië en veldheer in de Dertigjarige Oorlog in dienst van de Habsburgse keizer. Hij maakte deel uit van de keizerlijke Hofkrijgsraad.
In 1618 verwierf hij het domein van Fernelmont in de Zuidelijke Nederlanden. Vanaf 1630 leidde hij een regiment van Hoogduitse knechten en later een regiment van Waalse huurlingen.